# Хельсинкский метрополитен

Карта сети пригородных поездов Хельсинки вместе с линией метро и их планируемыми расширениями

Хе́льсинкский метрополите́н (фин. Helsingin metro, швед. Helsingfors metro) — система метрополитена в столице Финляндии, городе Хельсинки и часть в городе Эспоо. Это самая северная в мире система метрополитена и единственная в Финляндии. Метрополитен был открыт 2 августа 1982 года, после 27 лет проектирования. Обслуживается компанией HKL.
С 3 декабря 2022 года система включает 30 станций и одну линию, разделённую на две ветки. Общая длина составляет 43 км. Метро в основном обслуживает плотно застроенные восточные районы Хельсинки, но может использоваться и для перемещения в центре города. Система метро дополняется пригородными поездами, которые используются для связи с другими районами Хельсинки.
Режим работы метрополитена: понедельник—суббота — 5:30—23:30, воскресенье — 6:30—23:30.

## История
Идея строительства метрополитена в Хельсинки назрела к сентябрю 1955 года. В этих целях и был создан специальный строительный комитет. Первый проект был готов в марте 1963 года и включал в себя систему общей протяженностью в 86,5 км и насчитывал 108 станций. В результате было решено построить только одну линию между станциями Камппи и Пуотила.
Масштабное строительство метрополитена началось 7 мая 1969 года. К 1971 году завершилось строительство опытного перегона Роихупелто—Херттониеми, а уже в 1977 году запланированное к тому моменту строительство метрополитена было завершено. Однако в силу целого ряда обстоятельств (в том числе фактов коррупции) первый поезд прошёл только в 1982 году. Несмотря на то, что свободный доступ в метро был открыт 1 июня, официальное открытие состоялось только 2 августа 1982 года.
Первоначально метро насчитывало только шесть станций участка Раутатиентори — Итякескус. Позже были построены ещё 12 станций.
В метро Хельсинки установлены советские эскалаторы (изготовленные Ленинградским объединением "Ленподъёмтрансмаш").
Муниципалитет Хельсинки поддержал планы расширить метро в муниципалитеты Эспоо, Вантаа и Сипоо. Согласно опросу в Эспоо, 75 % жителей выступили за продление метро в южную часть Эспоо, в связи с чем в сентябре 2006 года, после десяти лет обсуждений, совет Эспоо принял решение продлить линию метро на запад (ранее этот план подвергался сомнению со стороны властей). Строительство первого участка длиной 13,9 км с 8 подземными станциями началось в 2009 году. Строительство завершилось в конце 2015 года, в феврале 2016 года началась обкатка поездов, а открытие движения было запланировано на 15 августа 2016 года, однако, из-за проблем с тестированием систем безопасности, окончательное открытие западной ветки было предварительно отложено до января 2017 года, а позднее отодвинуто и на более дальний срок. Смета строительства составляла 713 млн евро, однако итоговая стоимость строительства участка составила 1,09 миллиард евро. По состоянию на 6 ноября 2017 года продолжалось тестовое движение поездов по новому участку. 18 ноября 2017 долгожданный участок был открыт.
Полностью завершить продление линии на запад планировалось в 2020 году. Позже, при обновлении плана проекта, составленного в 2011—2012 годах, завершение предполагалось не ранее 2024 года.
Тем не менее, новый участок из 5 станций (от «Матинкюля» до «Кивенлахти») в том числе и новое депо введены в эксплуатацию 3 декабря 2022 года.
Некоторые станции, например, Камппи и Раутатиентори, расположены на большой глубине.

### Расширение метрополитена
- 1971 — «Херттониеми» — депо «Роихупелто» (тестовый путь).
- 1 июня 1982 — «Раутатиентори» — «Итякескус» (без станций «Кайсаниеми», «Сёрняйнен» и «Каласатама»).
- 2 августа 1982 — официальная церемония открытия.
- 1 марта 1983 — «Камппи» — «Раутатиентори».
- 1 сентября 1984 — открыта станция «Сёрняйнен».
- 21 октября 1986 — «Итякескус» — «Контула».
- 1 сентября 1989 — «Контула» — «Меллунмяки».
- 16 августа 1993 — «Руохолахти» — «Камппи».
- 1 марта 1995 — открыта станция «Кайсаниеми».
- 31 августа 1998 — «Итякескус» — «Вуосаари».
- 1 января 2007 — открыта станция «Каласатама».
- 18 ноября 2017 — метро продлено до города Эспоо, открыто 8 станций (участок: Ruoholahti — Matinkylä (14 km))[12].
- 3 декабря 2022 — открыт участок «Матинкюля» — «Кивенлахти».

## Галерея

Фотографии метрополитена
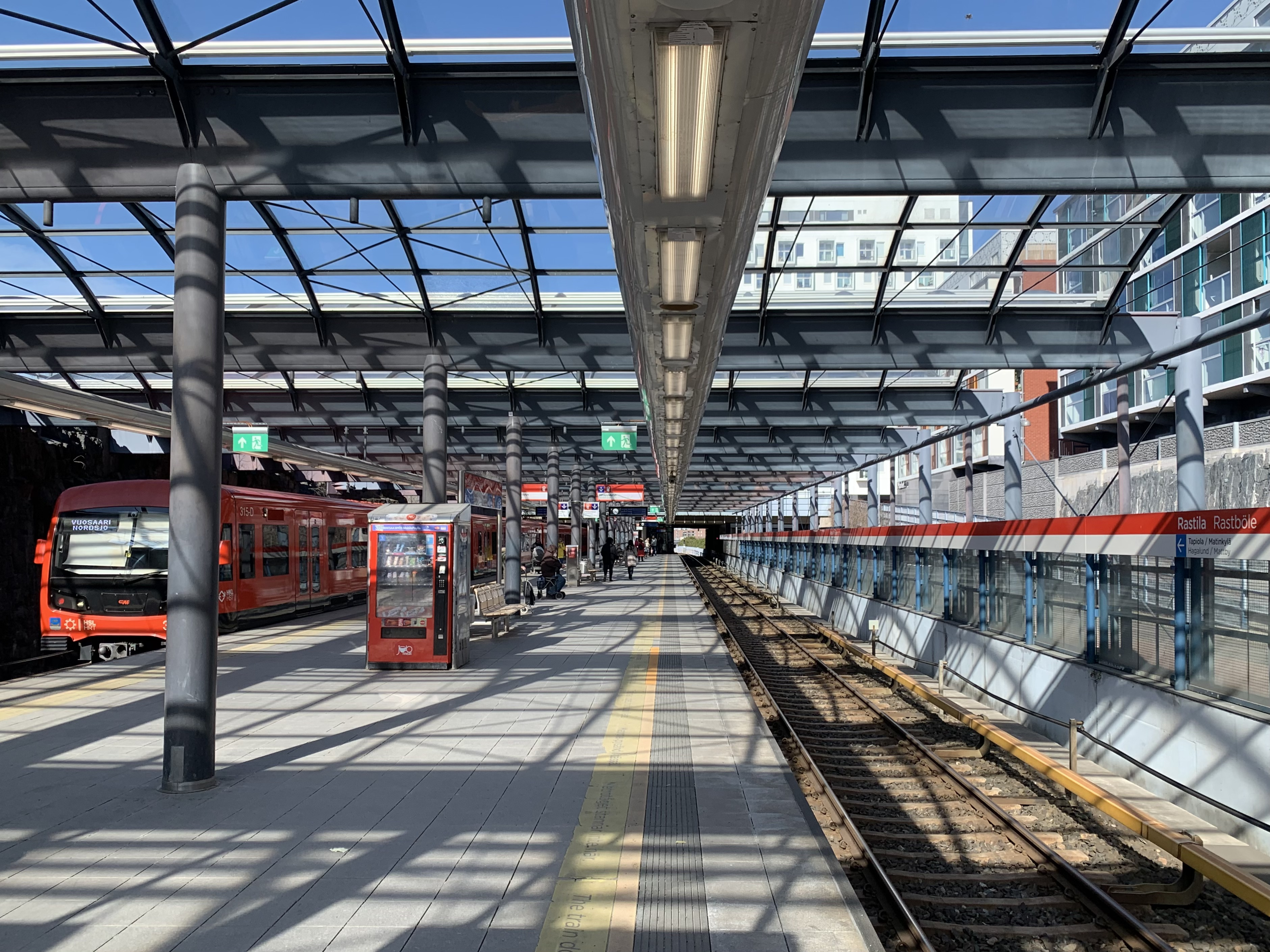
Rastila
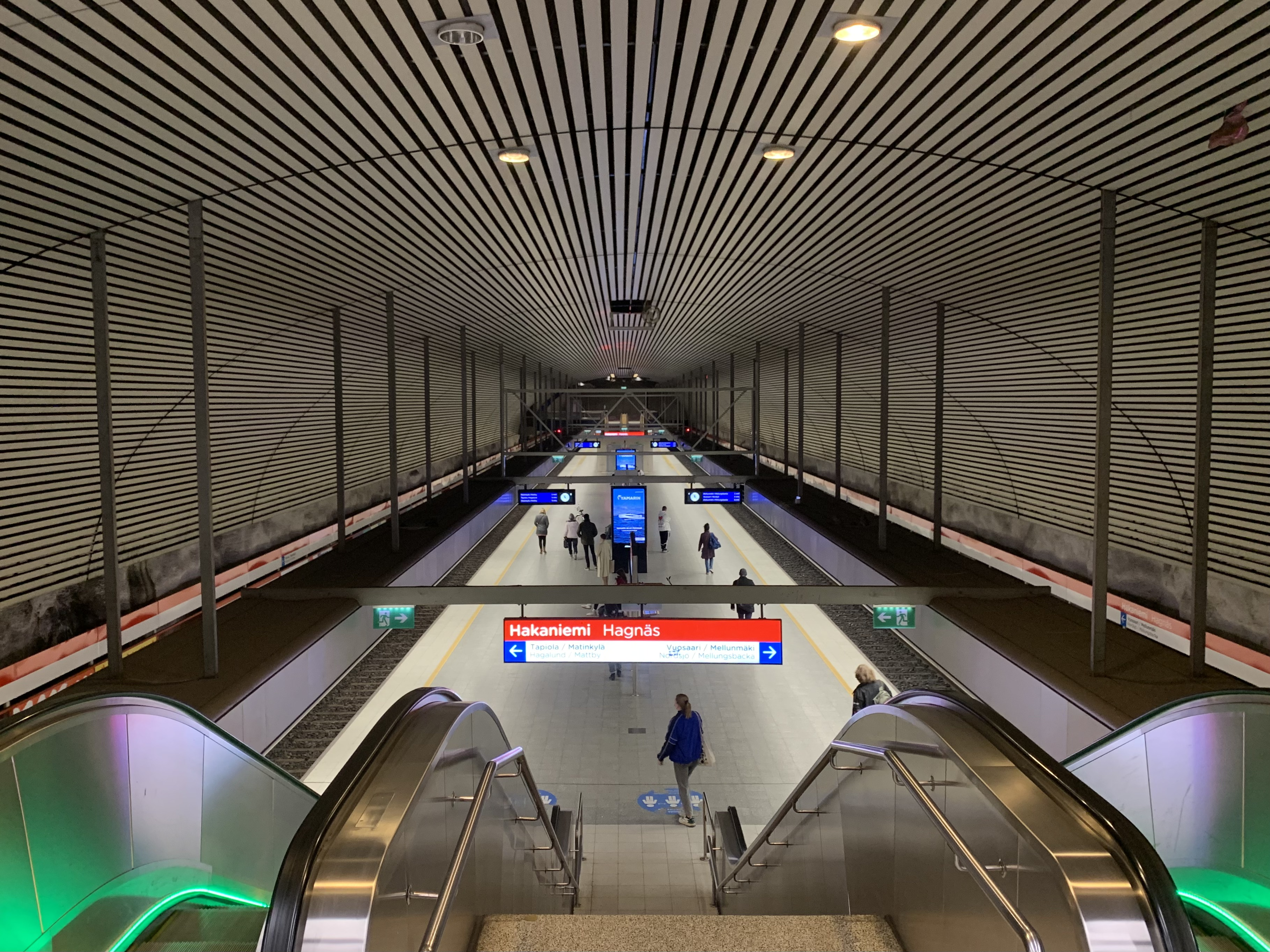
Станция Hakaniemi
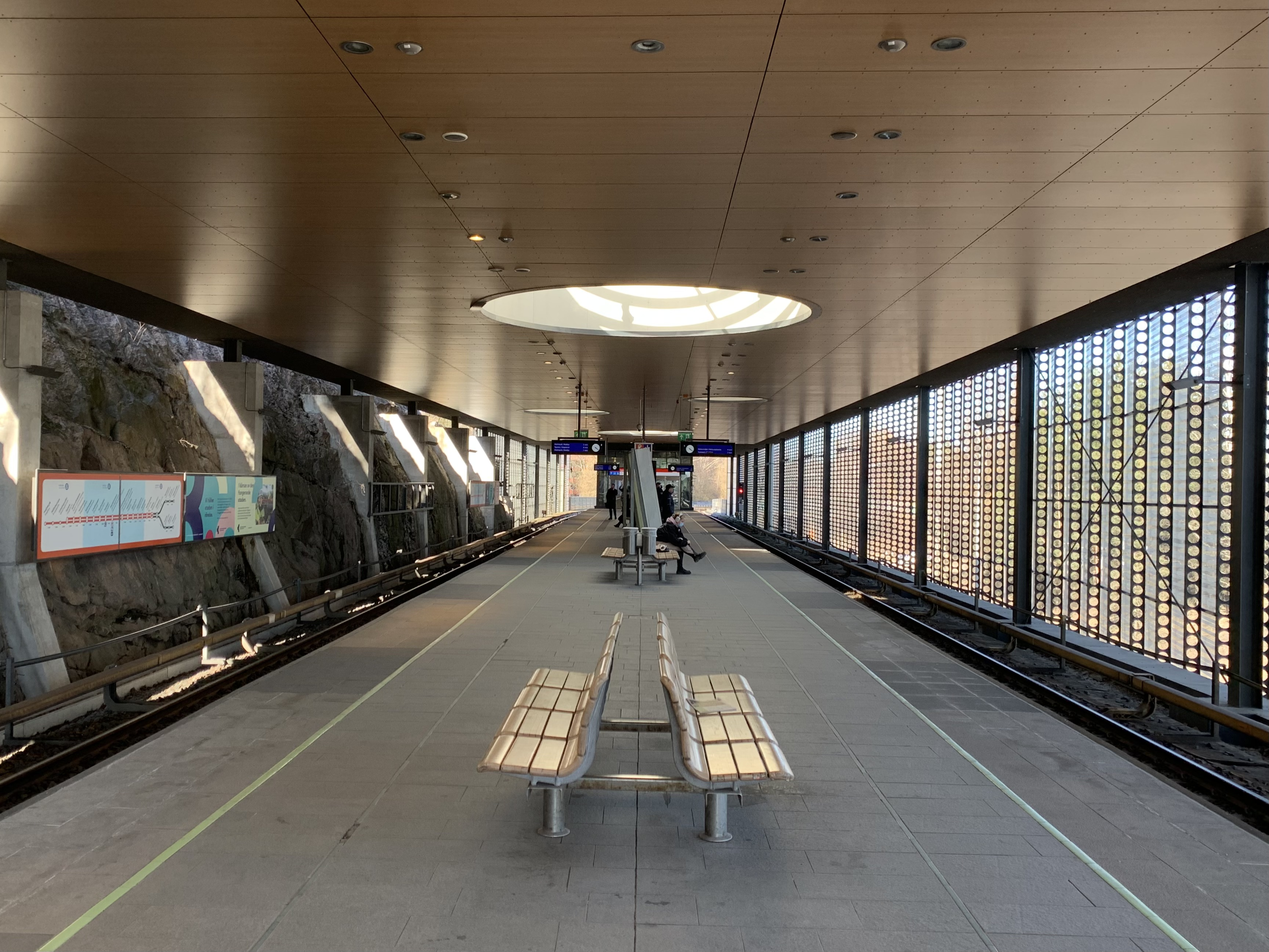
Станция Siilitie
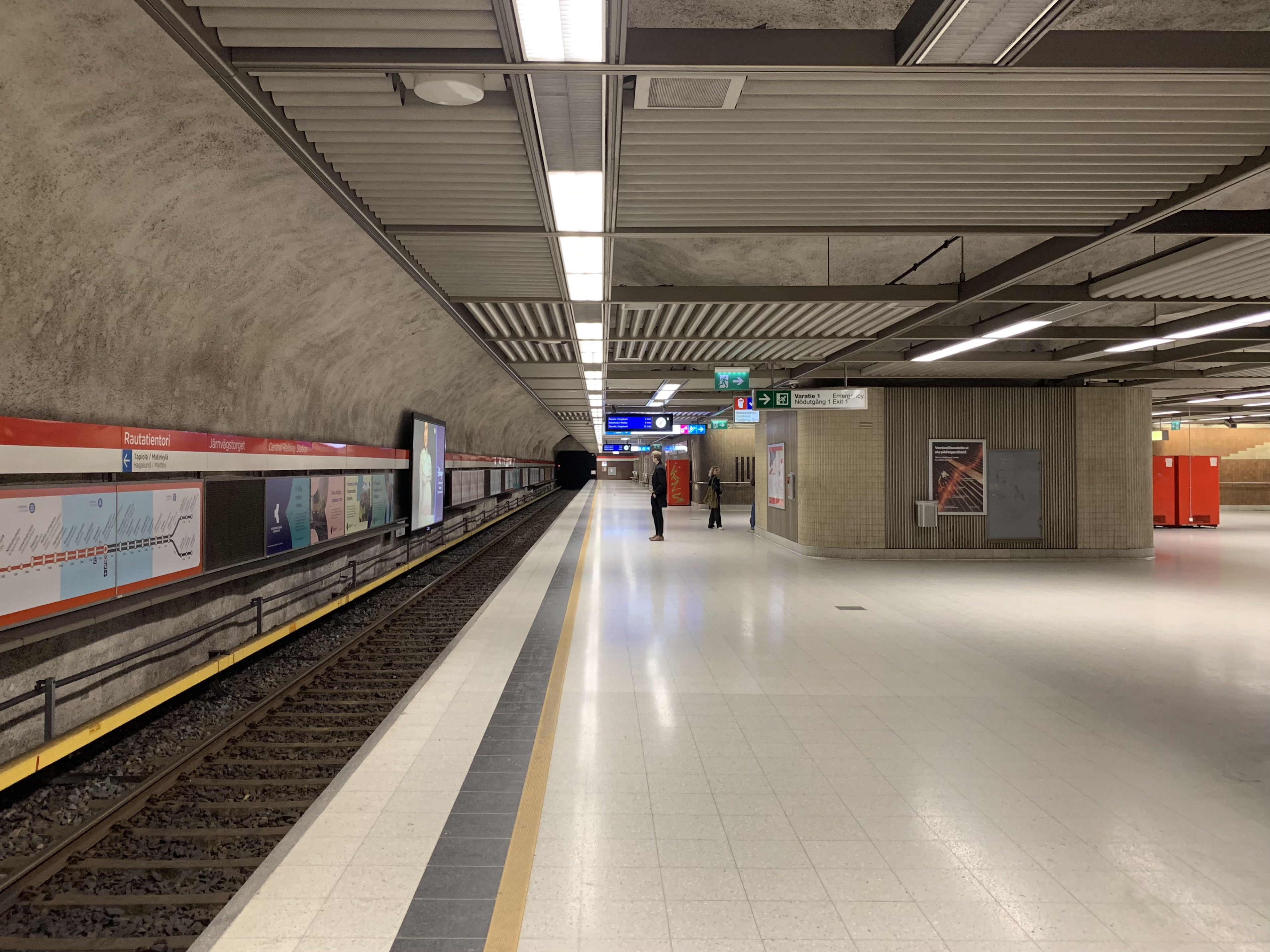
Rautatientori
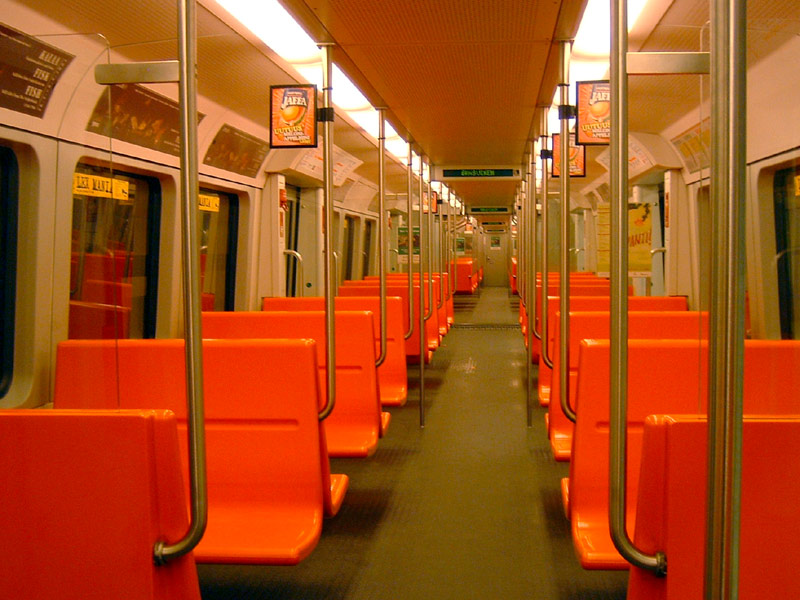
Интерьер вагона M200
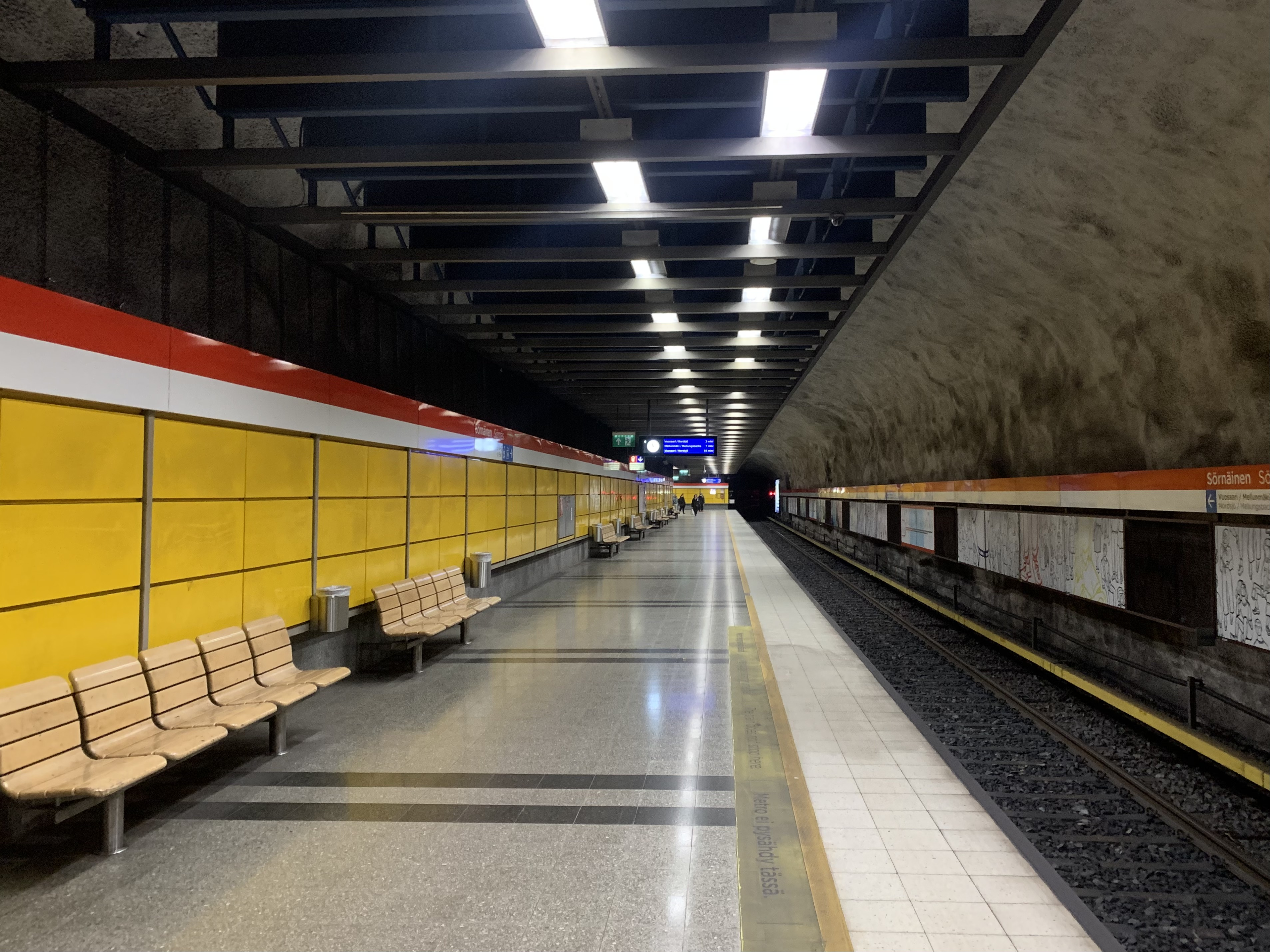
Sörnäinen
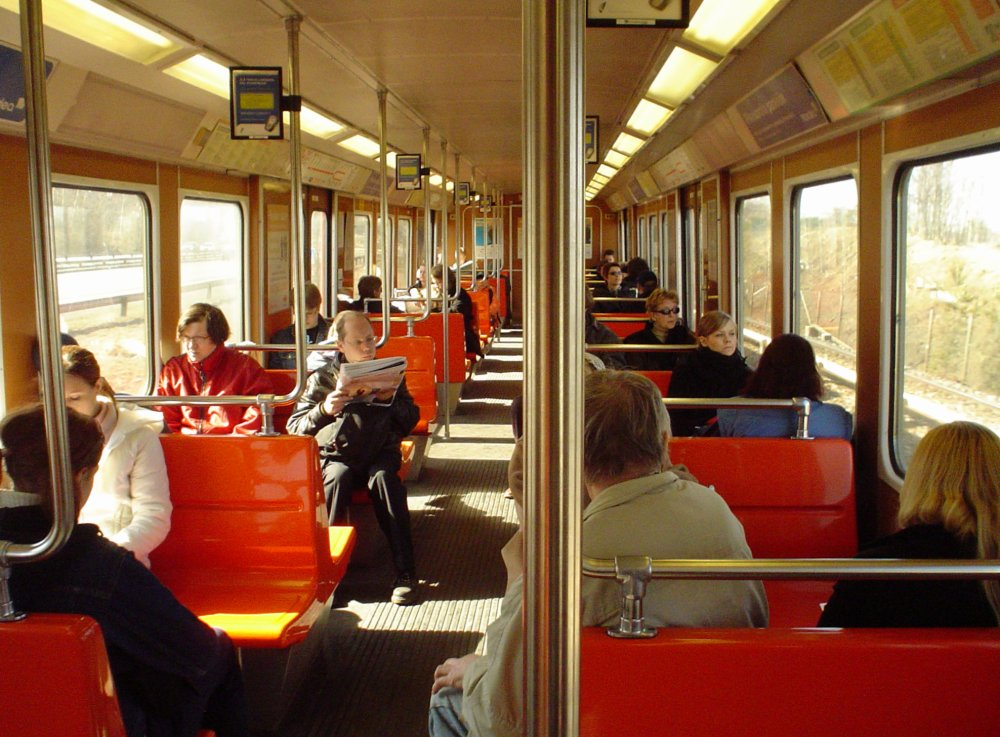
Интерьер вагона M100
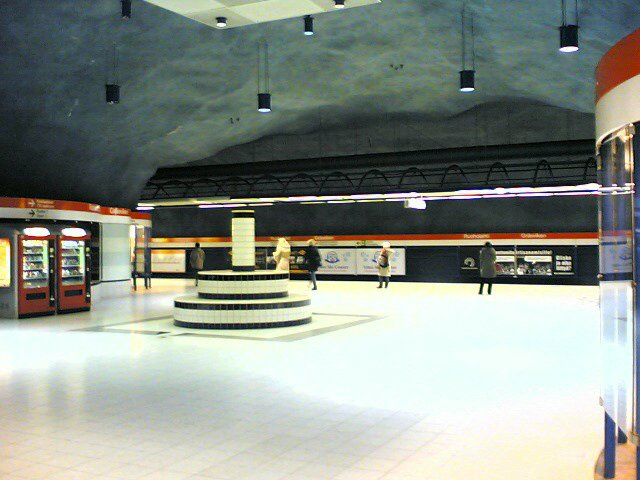
Станция Ruoholahti
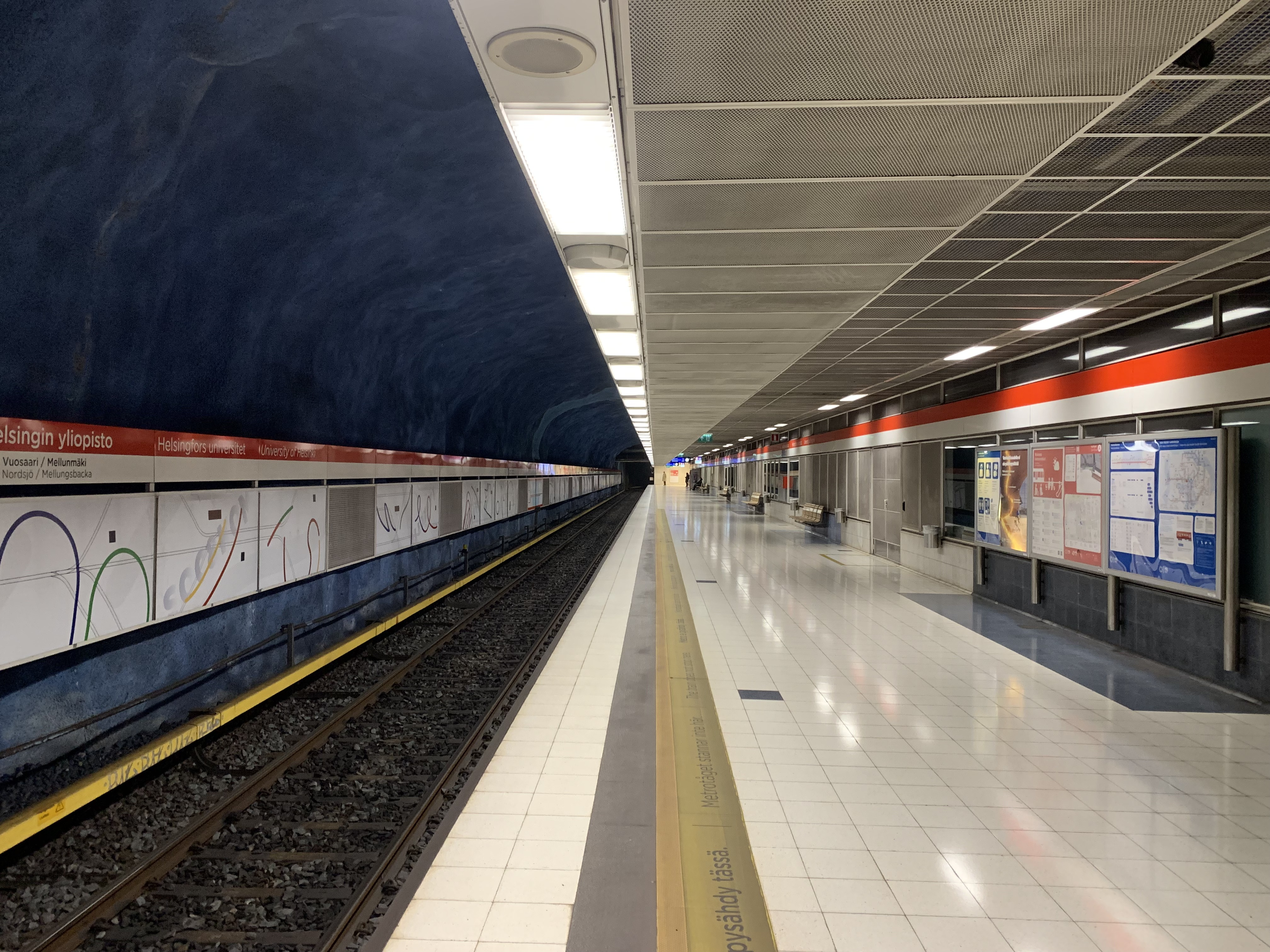
Станция Helsingin yliopisto
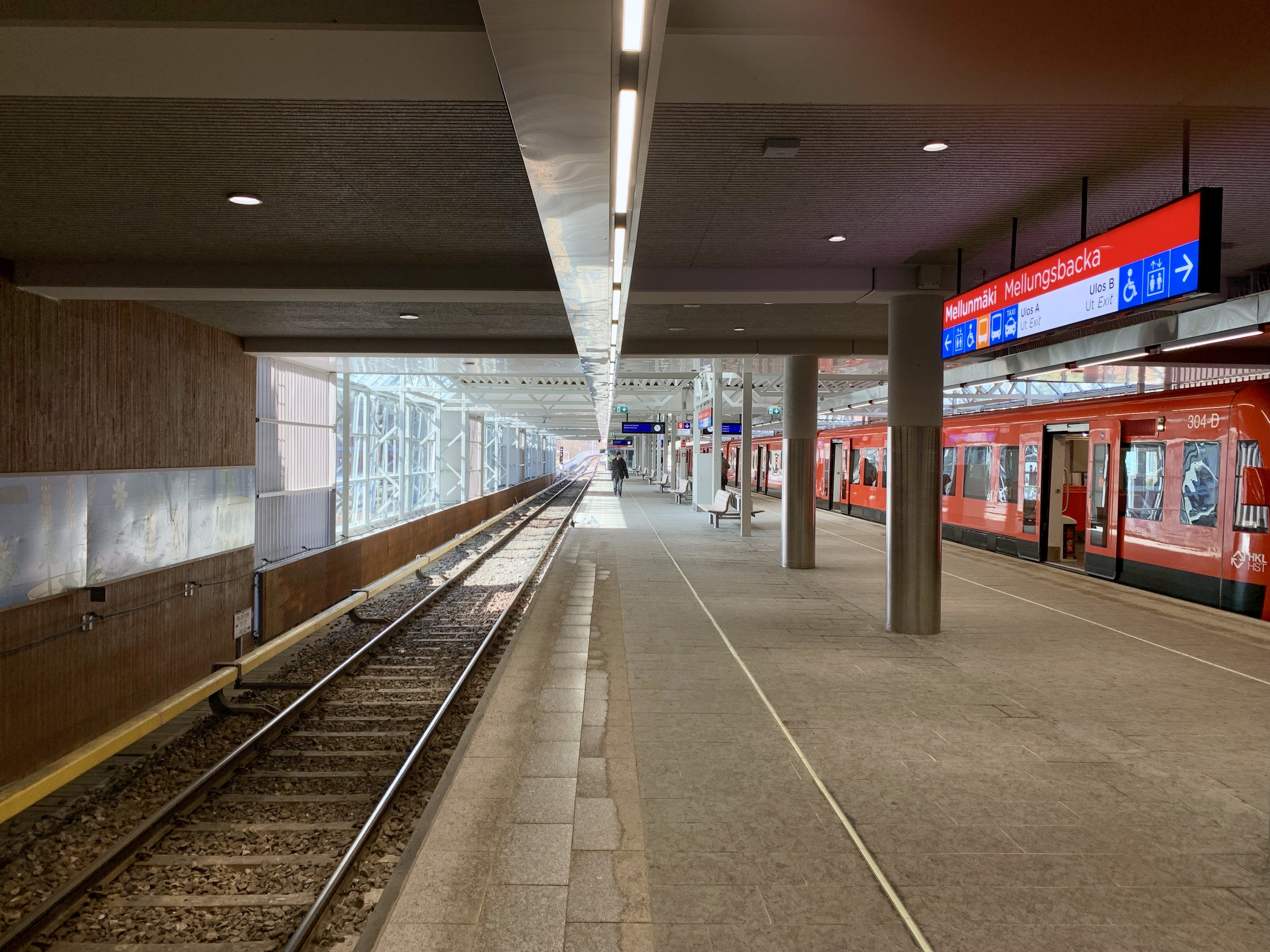
Станция Mellunmäki
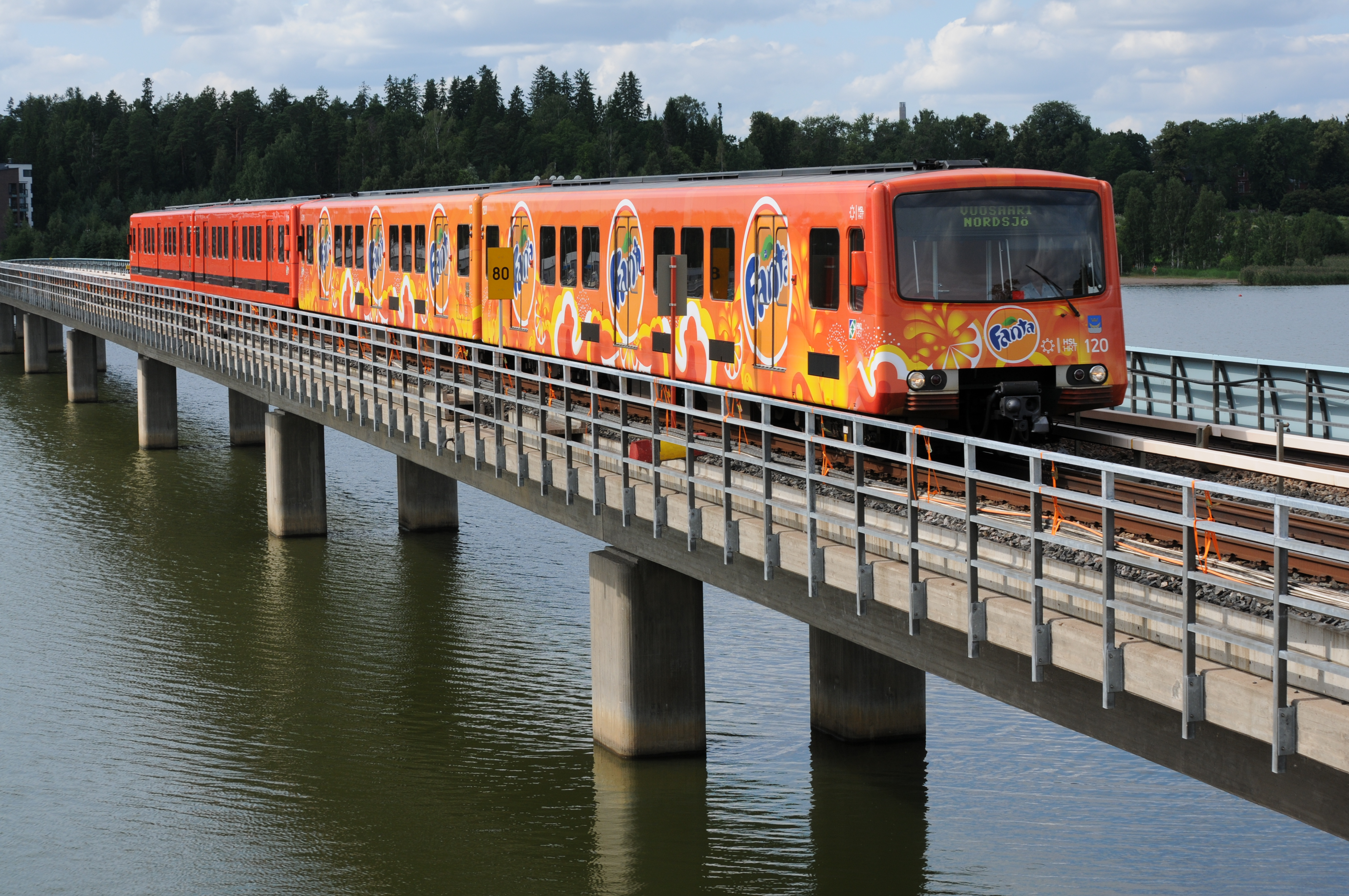
Состав М100 на мосту Вуосаари
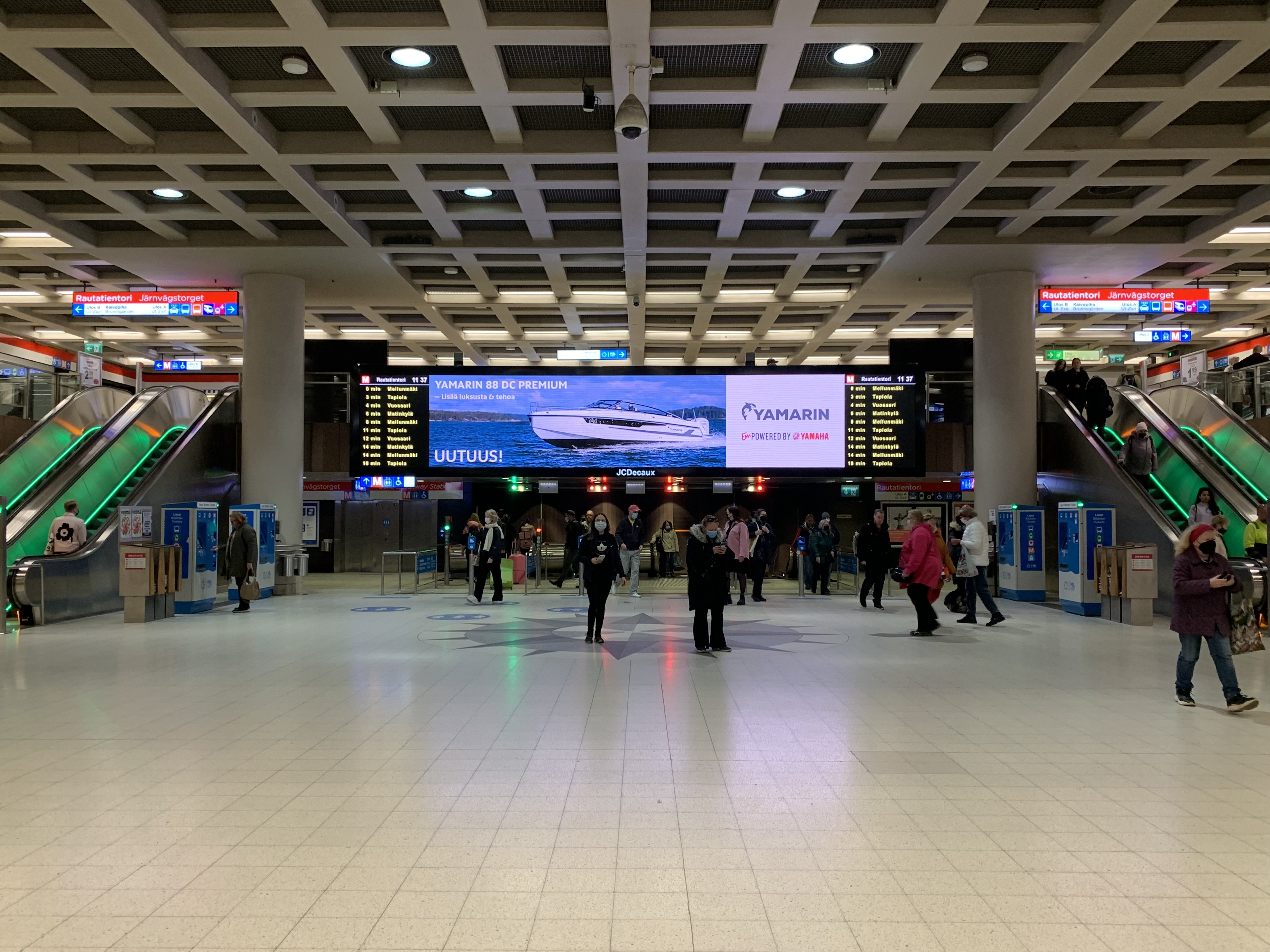
Asematunneli (вокзальный туннель), вход на Rautatientori

## Сеть
В настоящий момент Хельсинкский метрополитен насчитывает 30 станций. (в Хельсинках расположены 17 станций, в Эспоо - 13). Схема линий напоминает букву Y. Основная линия метрополитена разделяется на две ветки в восточной части города в районе узловой станции Итякескус. 6 станций в центре Хельсинки, 2 на западе и 2 на востоке — подземные, 9 восточных станций — наземные. 6 станций в городе Эспоо — также подземные.
Поезда метро обычно следуют с интервалом 4—5 минут на отрезке Матинкюля—Итякескус. На участках Итякескус—Меллунмяки и Итякескус—Вуосаари с интервалом 8—10 минут. Поезда останавливаются на каждой станции, названия станций объявляются на двух государственных языках: финском и шведском. На станциях Rautatientori и Helsingin yliopisto объявления звучит также и на английском (Central Railway Station, University of Helsinki).

### Линии и станции
| Kivenlahti Stensvik                         |         | ●△  | |     |         |                    |  |
| Espoonlahti Esboviken                       |         | ●△  | |     |         |                    |  |
| Soukka Sökö                                 |         | ●△  | |     |         |                    |  |
| Kaitaa Kaitans                              |         | ●△  | |     |         |                    |  |
| Finnoo Finno                                |         | ●△  | |     |         |                    |  |
| Matinkylä Mattby                            |         | ●△  | |     |         |                    |  |
| Niittykumpu Ängskulla                       |         | ●△  | |     |         |                    |  |
| Urheilupuisto Idrottparken                  |         | ●△  | |     |         |                    |  |
| Tapiola Hagalund                            |         | ◼●△ | |     |         |                    |  |
| Aalto University Aalto-universitetet        |         | ◼●△ | |     |         |                    |  |
| Keilaniemi Kägeludden                       |         | ◼●△ | |     |         |                    |  |
| Koivusaari Bjorkholmen                      |         | ◼●△ | |     |         |                    |  |
| Lauttasaari Drumsö                          |         | ◼●△ | |     |         |                    |  |
| Ruoholahti Gräsviken                        | 0,0 км  | ◼●△ | →Трамвай 8, Западный терминал порта г. Хельсинки                                                                      |     |         |                    |  |
| Kamppi Kampen                               | 1,2 км  | ◼●△ | →Городские, Региональные, Междугородние и Международные автобусные сообщения, Автовокзал                              |     |         |                    |  |
| Rautatientori Järnvägstorget                | 1,7 км  | ◼●△ | →Железнодорожный вокзал городского, междугороднего и международного сообщения, Трамваи 2, 3, 6, 9, автобусная станция |     |         |                    |  |
| Helsingin yliopisto Helsingfors universitet | 2,3 км  | ◼●△ | →Трамваи 2, 3, 6 |     |         |                    |  |
| Hakaniemi Hagnäs                            | 3,2 км  | ◼●△ | →Трамваи 1, 2, 3, 6, 7A/B                                                                                             |     |         |                    |  |
| Sörnäinen Sörnäs                            | 4,1 км  | ◼●△ | →Трамваи 6, 8 |     |         |                    |  |
| Kalasatama Fiskhamnen                       | 5,2 км  | ◼●△ | |     |         |                    |  |
| Kulosaari Brändö                            | 7,0 км  | ◼●△ | |     |         |                    |  |
| Herttoniemi Hertonäs                        | 8,5 км  | ◼●△ | |     |         |                    |  |
| Siilitie Igelkottsvägen                     | 9,9 км  | ◼●△ | |     |         |                    |  |
| Itäkeskus Östra centrum                     | 11,9 км | ◼●△ | ◼●△ | ◼●△ |         |                    |  |
| Myllypuro Kvarnbäcken                       | 13,8 км | ◼△  | | ●   | 13,0 км | Puotila Botby gård |  |
| Kontula Gårdsbacka                          | 15,2 км | ◼△  | | ●   | 15,0 км | Rastila Rastböle   |  |
| Mellunmäki Mellungsbacka                    | 16,8 км | ◼△  | | ●   | 16,2 км | Vuosaari Nordsjö   |  |

Обозначения:
● Кружком обозначен маршрут М1 ("Вуосаари" - "Кивенлахти")
◼ Квадратом обозначен маршрут М2 ("Меллунмяки" - "Тапиола")
△ Треугольником обозначен маршрут М2А (удлинённая версия маршрута М2 до Кивенлахти; "Меллунмяки" - "Кивенлахти")

### Доступ в метро
Большинство станций — подземные. Как на подземных, так и на наземных станциях наряду с эскалаторами функционируют лифты, что значительно облегчает доступ на станцию инвалидам, женщинам с колясками и велосипедистам. Двери вагонов на всех станциях находятся на одном уровне с платформой. Турникеты отсутствуют и в этом смысле проход на станцию свободен, но не бесплатен. Условно станция поделена на две непропорциональные части, отделённые друг от друга жёлтой линией, намеченной на полу: 1) Зона входного вестибюля, нахождение в пределах которой не обязывает к оплате проезда, и 2) Платформенная зона, нахождение в пределах которой обязывает к наличию проездного билета. Пересекая жёлтую линию-границу, пассажир оказывается в зоне отправления поездов и будет привлечён к административной ответственности (штраф) в случае отсутствия проездного документа. Регулярные проверки осуществляются нарядами контролёров в поездах метро и других видах транспорта Хельсинки. Сегодня общественный транспорт Хельсинки, наряду с традиционными билетами, использует электронные смарт-карты. Считывателями смарт-карт HKL/YTV оснащены все станции метро и пригородных поездов, а также все остальные виды общественного транспорта.

### Билеты
Метро входит в общегородскую систему общественного транспорта HKL. По этой причине проездные билеты, приобретённые в метро, действуют на всех остальных видах транспорта в пределах Хельсинки. Одноразовые и многократные билеты можно приобрести на станциях метро в специализированных билетных автоматах, сервисных точках HKL, а также других видах городского транспорта. Продолжительность действия одноразового билета равна одному часу. Кроме того, билет можно приобрести по мобильной связи посредством SMS. SMS-билеты действуют с некоторыми ограничениями и по этой причине такими билетами нельзя пользоваться на некоторых автобусных маршрутах.
Стоимость стандартного одноразового билета, для передвижения внутри Хельсинки, приобретённого в автомате или через мобильное приложение, на 2024 год составляет 2,95 евро для взрослых и 1,48 евро для детей (до 17 лет), срок действия 80 минут . При оплате с мобильного счёта или в других точках продажи может добавляться отдельный сбор.

## Подвижной состав
Поезда метро в Хельсинки технологически идентичны поездам VR Sm4, используемым на пригородной железной дороге. Ширина колеи — 1524 мм, как и на всех финских железных дорогах. Что обеспечивает возможность транспортировки подвижного состава по железным дорогам общего пользования. Это единственный метрополитен за пределами стран бывшего СССР и единственный в Евросоюзе, использующий общую колею со странами бывшего СССР. Используемое напряжение — 750 вольт постоянного тока, подаваемое через контактный рельс.
В настоящий момент используются два типа составов — с индукционным двигателем переменного тока (при токосъёмнике постоянного тока) M100 производства Strömberg (используются с начала 1980-х годов) и асинхронные M200 производства Bombardier (используются с 2001 года). На ранее созданном тестовом маршруте использовались составы с двигателями постоянного тока М1-М4 (первый состав сгорел). Теоретически для метрополитена могли быть куплены советские составы, по типу 81-717/714 (ввиду соответствующего габарита, колеи, напряжения контактной сети и размещения контактного рельса), но мэрия опасалась подобного решения, предложив правительству совместное предприятие Valmet/Strömberg в качестве альтернативы.
Средняя скорость движения — 70 км/ч на подземных участках и 80 км/ч на наземных участках линии. Скорость на развязках: 35—60 км/ч.

### M100
Во время строительства первой очереди метро поезда были разработаны финскими компаниями Valmet и Strömberg. Первая партия поездов была построена в 1977—1984 годах. Valmet производил механические, а Strömberg — электрические детали. Главное требование к поездам — соответствие климату города. На 2003 год в парке подвижного состава метрополитена имелось 42 вагона, рассчитанных на 65 сидячих мест в каждом. В среднем состав принимает до 400 пассажиров за раз. Все вагоны — головные, то есть с кабиной управления, что позволяет формировать составы с числом вагонов, кратному двум — четырёхвагонные или шестивагонные в час пик. К 2009 году все составы этой серии прошли капитальный ремонт и модернизацию. Поставки велись с 1977 по 1984, и всего поставлено 84 секции (101-184). Причём первые 46 секций (101-146) были выпущены ещё за 5 лет до официального открытия метро, а последние 38 секций были поставлены спустя 2 года после его открытия. Первые 5 секций (101-103; 105 и 106) были списаны в 2021 году в связи с приходом 5 новых М300. Одна из секций (104) оставлена в качестве музейного экспоната Хельсинкского транспортного музея.

### M200
В 2000—2001 годах компания Bombardier занялась поставкой технологически новых составов M200 на базе подвижного состава Берлинской городской электрички (но с иным габаритом и учитывавших климатические условия), производимых подразделением Ammendorf. В поездах эксплуатируется электрооборудование компании Traxis. Вагон имеет 3 двери, как и в М100. Основным отличием от М100 является наличие межвагонных переходов. Оборудованы дисплеями, информирующими о станциях на обоих официальных языках. Вагоны типа М100 и типа М200 никогда не объединяются в один состав. Конструкционная скорость, как и у базовой модели для Германии, составляет 120 км/ч, но служебная скорость ограничена до 80 км/ч. Поставки осуществлялись с 2000 по 2001 год и всего работают 24 секции.

### M300
17 мая 2006 года совет Хельсинки объявил, что существующие поезда будут заменены на автоматические, для движения которых не требуются машинисты. Пока перевод на новые поезда не завершится, дальнейшее расширение системы невозможно. В апреле 2012 года руководство Городского транспортного ведомства HKL санкционировало расторжение договора с компанией Siemens о поставке вагонов автоматизированного метро из-за проблем автоматизации и задержек.
В марте 2015 года в метрополитене Хельсинки введены в эксплуатацию новые составы — серия М300, которые будут управляться без машиниста, с полным автоведением. Они должны полностью заменить существующие М100 и М200. В 2018 году новая техника работала в тестовом режиме, с управлением машинистом из кабины. Производителем данной серии поездов стал концерн CAF. Всего в метрополитене курсирует 25 таких составов. Поставки составов осуществлялись с 2014 по 2016 год (301-320), и 5 составов (321-325) были поставлены в 2022 году.

### Ремонтный цех
Ремонтный цех находится несколько севернее станции Itäkeskus. Одновременно обслуживает до 6 поездов. В случае необходимости — до 8 поездов. Вместимость депо — 44 состава одновременно. Ремонтный цех и депо соединены однопутной неэлектрифицированной ветвью, связывающей метро с национальной железной дорогой.

## Перспективы

Схема железнодорожного транспорта в Хельсинки с планами развития, 2007 год.

Одна новая станция планируется в Roihupelto (между Siilitie и Itäkeskus). Она будет находиться в новом жилом районе.
Вторая линия от Laajasalo через Kamppi до Pasila, возможно, до аэропорта Хельсинки-Вантаа, планируется. Строительство обсуждалось в Городском собрании, но линия вряд ли будет открыта раньше 2020 года. На станции «Камппи» присутствует заготовка платформы для второй линии.
За станцией "Меллунмяки" планируется продление на 5 станций в коммуну Сипоо с 5 станциями: "Итясалми", "Сулменкаллио", "Эстерсундом", "Сакаринмяки" и "Майвик". Этот проект называется "Восточное метро" (Itämetro), которое отличается от "Западного метро" (Länsimetro), которое пришло в Эспоо в 2017 и 2022 годах. Открытие планируется к 2030 году.